# Angiotensin-konvertierendes Enzym
Angiotensin-konvertierendes Enzym (englisch Angiotensin Converting Enzyme, kurz ACE; deutsch Angiontensin-Conversionsenzym) (synonym: Kininase II, Angiotensinase und Hypertensinase) ist ein Enzym, das bei der Aufrechterhaltung des Blutdruckes und der Regelung des Wasser-Elektrolyt-Haushaltes von großer Bedeutung ist.
Eine Isoform, das alpha-ACE, kommt vor allem an der Oberfläche der Endothelzellen der Lungengefäße vor. Beta- und gamma-ACE finden sich in den Endothelien der Nierengefäße. ACE konnte zudem in Fibroblasten, Monozyten, Makrophagen, Spermien und Nervenzellen nachgewiesen werden.
ACE hat die Eigenschaften einer Peptidase und wandelt innerhalb des Renin-Angiotensin-Aldosteron-Systems das Peptid und Prohormon Angiotensin I durch Abspaltung der zwei C-terminalen Aminosäuren in das Hormon Angiotensin II um. Dieses wirkt stark gefäßverengend (vasokonstriktorisch). ACE erhöht auf diese Weise indirekt den Blutdruck. ACE unterstützt diese Funktion auch durch Abspaltung der zwei C-terminalen Aminosäuren des Gewebshormons Bradykinin, was zu dessen Inaktivierung führt.
Es wurde 1956 durch Leonard T. Skeggs und Kollegen gefunden.

## Medizinische Bedeutung
ACE-Hemmer werden zur Behandlung der arteriellen Hypertonie und bei Herzinsuffizienz eingesetzt. Sie bilden mit einem Umsatz von etwa 1,9 Milliarden EUR / Jahr (2008) die umsatzstärkste Arzneimittelgruppe in Deutschland.
Erhöhte Spiegel des ACE können ein Hinweis auf eine Sarkoidose sein.